# Linea degli alberi

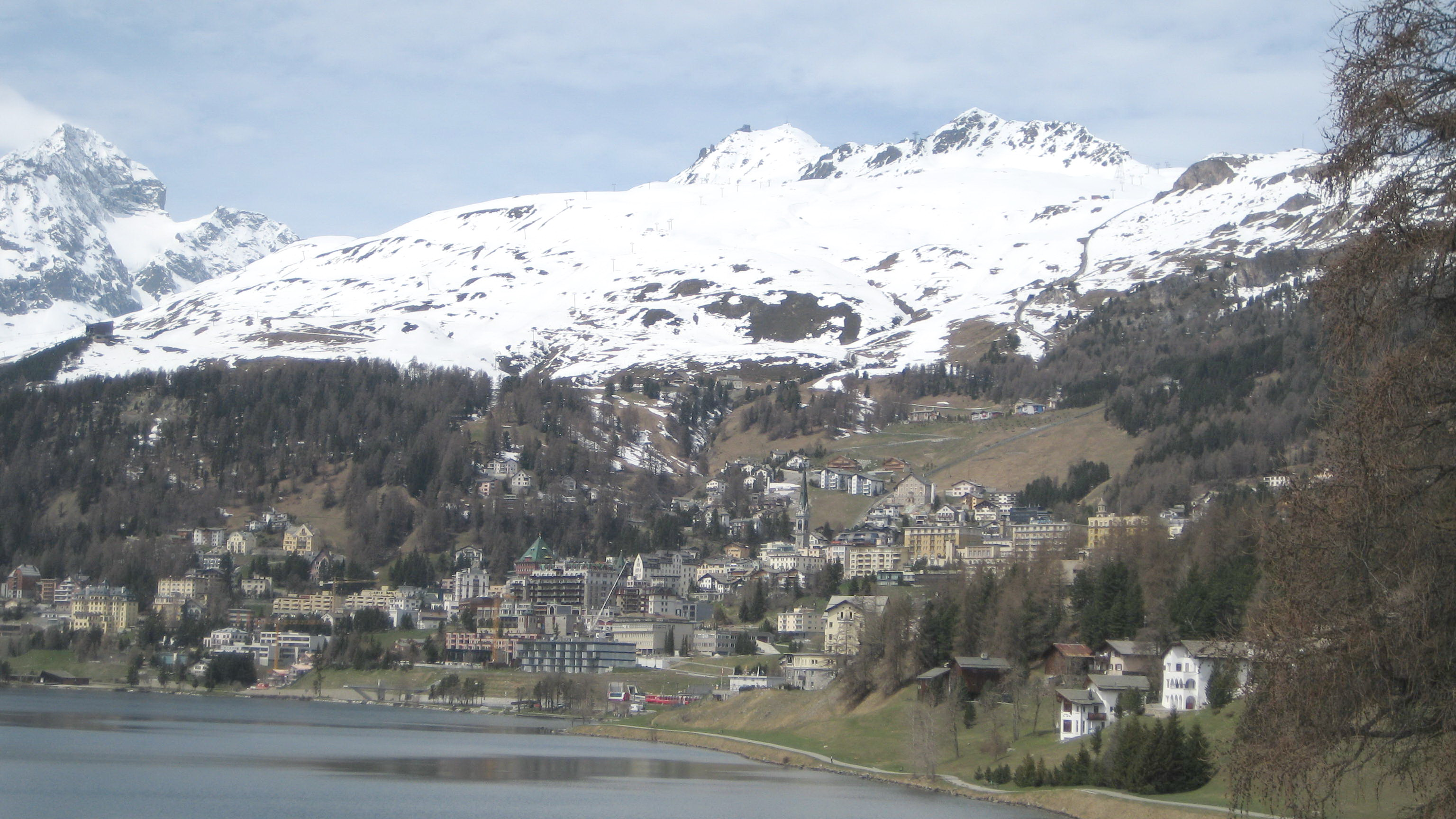
La linea degli alberi sopra l'abitato di Sankt Moritz

Il limite degli alberi o linea degli alberi è quell'astrazione della climatologia che fissa il confine ecologico, a seconda di diversi ambienti, cui si possono trovare forme di vita vegetale sviluppate come appunto l'albero.

## Caratteristiche
Il limite degli alberi può essere determinato dall'altitudine nel caso di rilievi montuosi, latitudine nel caso delle zone polari o sub-polari, o semplicemente topografico e climatico nel caso di zone desertiche, dove la causa principale è la mancanza di umidità.

## In montagna

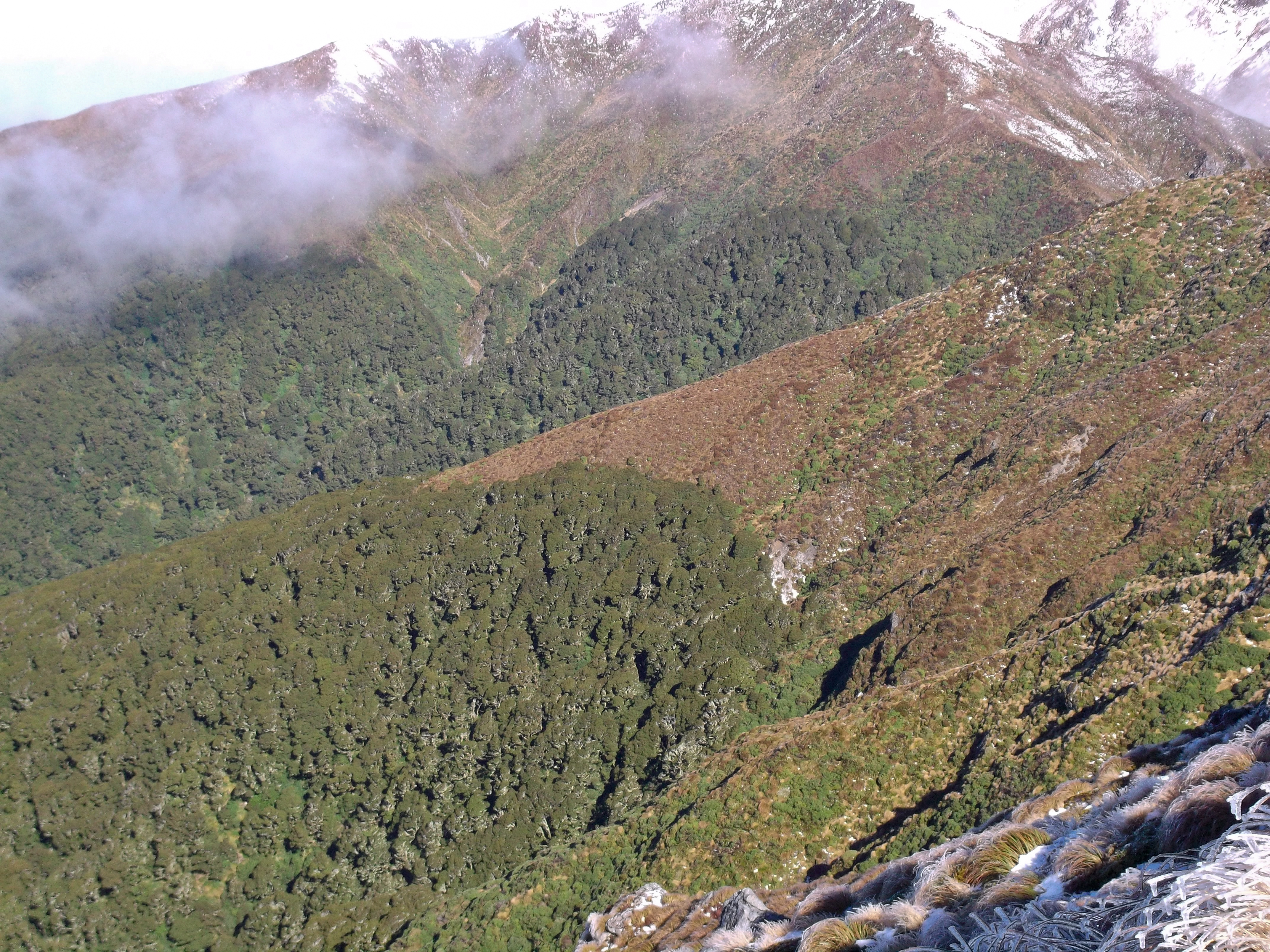
Linea degli alberi sulle montagne del Tararua Range (Isola del Nord, Nuova Zelanda)

È soggetta a variazioni in base alla latitudine della regione presa in considerazione: per esempio, in Himalaya, la catena montuosa più grande al mondo, essa si trova a 3 600 m sul livello del mare, quota oltre la quale l'abete, che è l'albero più resistente al freddo, non cresce più. In Norvegia già al di sopra dei 1 000 metri di altitudine gli alberi non vegetano. Di solito, sono proprio gli abeti che demarcano tale confine superiore.
Nelle Alpi italiane tale linea si attesta mediamente sui 2 000 metri anche se in taluni casi può arrivare anche fino a 2 300 metri a seconda dell'esposizione al sole e di altri fattori climatici e ambientali (umidità, pendenza e tipologia del terreno, piovosità).